# 侯爵
侯是中国古代爵位名，一些鄰近國家受中國影響也以此為爵位名。歐洲中世紀以後，在中文裏也用“侯爵”來翻译歐洲貴族爵位中相應等級的称号（例如法國的 Marquis、英國的 Marquess、德國的 Markgraf（藩侯）等）。

## 东亚

### 中国
自中國先秦時代開始，已有君主賜封侯爵，是中國古代封建制度五等爵的第二等。《禮記·王制》：「王者之制祿爵，公、侯、伯、子、男，凡五等」。周朝诸侯国中侯爵国有魯国、齊国、陳国等。
秦朝、漢代使用的二十等爵制度内，侯爵作爲非宗室人員可封的最高爵位，分成兩等，即關內侯、列侯，其中列侯又分數等。唐朝、宋朝有县侯爵；明朝有侯爵；清朝有侯爵，分三等。
中国历代侯爵
- 西汉侯爵列表
- 东汉侯爵列表
- 三国侯爵列表
- 晋朝侯爵列表
- 十六国侯爵列表
- 南朝侯爵列表
- 北朝侯爵列表
- 隋朝侯爵列表
- 唐朝侯爵列表
- 五代十國侯爵列表
- 宋朝侯爵列表
- 辽朝侯爵列表
- 金朝侯爵列表
- 元朝侯爵列表
- 明朝侯爵列表
- 清朝侯爵列表

#### 女侯爵
中國的侯爵爵位一般只封給男性，但仍有幾位例外的女侯爵：

##### 西漢時期
魯侯：奚涓的母亲底氏（一做「疵氏」）
阴安侯：劉邦的嫂子
鳴雌亭侯：許負，汉初著名相士
酂侯：蕭何的夫人，名「同」
臨光侯：呂嬃，吕后的妹妹

##### 明朝
明朝著名的女將秦良玉，因戰功而獲崇祯帝封為忠貞侯。

### 日本
| 家名                   | 受爵者 襲爵者                       | 旧家格 出自                                     | 叙爵年 所在 その他備考 |
| ---------------------- | ----------------------------------- | ----------------------------------------------- | --- |
| 大炊御門家             | 大炊御門幾麿 大炊御門經輝           | 清華家 藤原北家 師實流                          | 1884年7月7日、叙爵。 東京市赤坂区氷川町（現：東京都港区赤坂） |
| 花山院家               | 花山院忠遠 花山院親家 花山院親忠    | 清華家 藤原北家師實流                           | 1884年7月7日、叙爵。 東京市渋谷区千駄ヶ谷 |
| 菊亭家                 | 菊亭脩季 菊亭公長 菊亭實賢          | 清華家 藤原北家閒院流 西園寺家支流              | 1884年7月7日、叙爵。 1945年9月15日 爵位返上。 |
| 久我家                 | 久我通久 久我常通 久我通顕          | 清華家 村上源氏                                 | 1884年7月7日、叙爵。 東京市牛込区新小川町 |
| 醍醐家                 | 醍醐忠順 醍醐忠重                   | 清華家 藤原北家一条家支流。                     | 1884年7月7日、叙爵。 東京市赤坂区福吉町（現：東京都港区赤坂） |
| 中山家                 | 中山忠能 中山孝麿 中山輔親          | 羽林家 藤原北家 花山院家支流                    | 1884年7月7日、叙爵。 東京市麹町区有楽町（現：東京都千代田区有楽町）                                                                                               |
| 廣幡家                 | 廣幡忠礼 廣幡忠朝 廣幡忠隆          | 清華家 正親町源氏                               | 1884年7月7日、叙爵。 東京市四谷区四谷仲町（現：東京都新宿区四谷）                                                                                                 |
| 淺野家                 | 淺野長勲 淺野長之 淺野長武          | 廣島藩主 清和源氏と称するが明確でない。         | 1884年7月7日、叙爵。 東京市本鄉区向ヶ岡弥生町（東京都文京区弥生）                                                                                                 |
| 池田家（岡山藩主家）   | 池田章政 池田詮政 池田禎政 池田宣政 | 岡山藩主 清和源氏と称するが明確でない。         | 1884年7月7日、叙爵。 東京市麻布区市麻布兵衛町（現：東京都港区六本木）                                                                                             |
| 池田家 （鳥取藩主家）  | 池田輝知 池田仲博                   | 鳥取藩主 清和源氏と称するが明確でない。         | 1884年7月7日、叙爵。 東京市品川区大崎町（現：東京都品川区大崎）                                                                                                   |
| 黑田家                 | 黑田長成 黑田長礼                   | 福岡藩主 宇多源氏と称するが明確でない。         | 1884年7月7日、叙爵。 東京市赤坂区赤坂福吉町（現：東京都港区赤坂）                                                                                                 |
| 佐竹家                 | 佐竹義堯 佐竹義生 佐竹義春 佐竹義栄 | 久保田藩主 清和源氏                             | 1884年7月7日、叙爵。 東京市麹町区富士見町（現：東京都千代田区富士見）                                                                                             |
| 德川家（尾張德川家）   | 德川義礼 德川義親                   | 名古屋藩主 清和源氏と称するが明確でない。       | 1884年7月7日、叙爵。 |
| 德川家 （紀州德川家）  | 德川茂承 德川頼倫 德川頼貞          | 紀州藩主 清和源氏と称するが明確でない。         | 1884年7月7日、叙爵。 東京市麻布区飯倉（現：東京都港区東麻布） |
| 鍋島家                 | 鍋島直大 鍋島直映 鍋島直泰          | 佐賀藩主 宇多源氏と称するが明確でない。         | 1884年7月7日、叙爵。 東京市麹町区永田町（現：東京都千代田区永田町）                                                                                               |
| 蜂須賀家               | 蜂須賀茂韶 蜂須賀正韶 蜂須賀正氏    | 德島藩主 清和源氏と称するが明確でない。         | 1884年7月7日、叙爵。 1945年7月28日爵位返上。 東京市芝区三田町（現：東京都港区三田）                                                                               |
| 細川家                 | 細川護久 細川護成 細川護立          | 熊本藩主 清和源氏                               | 1884年7月7日、叙爵。 東京市小石川区高田老松町（現：東京都文京区目白台）                                                                                           |
| 前田家                 | 前田利嗣 前田利為 前田利建          | 金沢藩主 菅原氏と称するが明確でない。           | 東京市本鄉区本鄉元富士町（東京都文京区本鄉） |
| 山内家                 | 山内豊範 山内豊景                   | 高知藩主 藤原北家 秀鄉流と称するが明確でない。  | 1884年7月7日、叙爵。 東京市麹町区麹町（現：東京都千代田区麹町）                                                                                                   |
| 大久保家               | 大久保利和 大久保利武 大久保利謙    | 鹿兒島藩出身 藤原氏と称するが明確でない。       | 1884年7月7日、叙爵。 東京市芝区芝二本榎西町（現：東京都港区高輪）                                                                                                 |
| 木戸家                 | 木戸正二郎 木戸孝正 木戸幸一        | 萩藩出身 大江氏                                 | 1884年7月7日、叙爵。 東京市赤坂区赤坂新町（現：東京都港区赤坂）                                                                                                   |
| 尚家                   | 尚泰 尚典 尚昌 尚裕                 | 琉球藩王 清和源氏と称するが明確でない。         | 1885年5月2日、叙爵。 東京市麹町区富士見町（現：東京都千代田区富士見）                                                                                             |
| 嵯峨家（正親町三条家） | 嵯峨公勝 嵯峨實勝                   | 大臣家藤原北家閒院流 三条家支流                 | 1888年1月17日、伯から陞爵（實愛の維新の功績による） 東京市下谷区下谷二長町（現：東京都台東区台東）                                                                |
| 中御門家               | 中御門經明 中御門經恭               | 名家 藤原北家 勸修寺流                          | 1888年1月17日、伯から陞爵（經之の維新の功績による） 1898年12月14日 家督相続人不在により断絶。 1899年10月20日 經恭に再授。東京市赤坂区赤坂裏町（東京都港区元赤坂） |
| 松平家（越前松平家）   | 松平茂昭 松平康荘 松平康昌          | 福井藩主 清和源氏と称するが明確でない。         | 1888年1月17日、伯から陞爵（慶永の維新の功績による） |
| 四条家                 | 四條隆謌 四條隆愛 四條隆德          | 羽林家藤原北家魚名流                            | 1891年4月23日、伯から陞爵 東京市麹町区富士見町（現：東京都千代田区富士見）                                                                                        |
| 伊達家（宇和島藩主家） | 伊達宗德 伊達宗陳 伊達宗彰          | 宇和島藩主 藤原北家山蔭流と称するが明確でない。 | 1891年4月23日、伯から陞爵（宗城の維新の功績による） 東京市本所区小泉町（現：東京都墨田区両国）                                                                    |
| 西鄉家（西鄉従道家）   | 西鄉従道 西鄉従德                   | 鹿兒島藩出身 平氏と称するが明確でない。         | 1895年8月5日、伯から陞爵 1946年2月6日 爵位返上 東京市目黑区上目黑（現：東京都目黑区上目黑）                                                                       |
| 西鄉家 （西鄉隆盛家）  | 西鄉寅太郎 西鄉隆輝 西鄉吉之助      | 鹿兒島藩出身 平氏と称するが明確でない。         | 1902年6月3日、叙爵。 東京市牛込区市ヶ谷加賀町（現：東京都新宿区市ヶ谷加賀町）                                                                                     |
| 井上家                 | 井上馨 井上勝之助 井上三郎          | 萩藩出身 清和源氏（信濃源氏）                   | 1907年9月21日、伯から陞爵 |
| 野津家                 | 野津道貫 野津鎮之助 野津高光        | 鹿兒島藩出身                                    | 1907年9月21日、伯から陞爵 |
| 佐佐木家               | 佐佐木高行 佐佐木行忠               | 高知藩出身                                      | 1909年4月29日、叙爵。 |
| 小松家                 | 小松輝久                            | 賜姓皇族 北白川宮能久親王子孫                   | 1910年7月10日、叙爵。 小松宮家祭祀を承継。 |
| 小村家                 | 小村寿太郎 小村欣一 小村捷治        | 飫肥藩出身                                      | 1911年4月21日、伯から陞爵。 |
| 大隈家                 | 大隈重信 大隈信常 大隈信幸          | 佐賀藩出身 菅原氏と称するが明確でない。         | 1916年7月14日、伯から陞爵。 |
| 山階侯爵家             | 山階芳麿                            | 賜姓皇族 山階宮菊麿王子孫                       | 1920年7月24日、叙爵。 |
| 久邇侯爵家             | 久邇邦久 久邇實栄                   | 賜姓皇族 久邇宮邦彦王子孫                       | 1923年10月25日、叙爵。 |
| 華頂家                 | 華頂博信                            | 賜姓皇族 伏見宮博恭王子孫                       | 1926年12月7日、叙爵 華頂宮家祭祀を継承。 |
| 筑波家                 | 筑波藤麿                            | 賜姓皇族 山階宮菊麿王子孫                       | 1928年7月20日、叙爵 |
| 東鄉家                 | 東鄉平八郎 東鄉彪                   | 鹿兒島藩出身 桓武平氏                           | 1934年5月29日、伯から陞爵。 |
| 音羽家                 | 音羽正彦                            | 賜姓皇族 朝香宮鳩彦王子孫。                     | 1936年4月1日、叙爵。 1944年2月6日 家督相続人不在により断絶。 |
| 粟田家                 | 粟田彰常                            | 賜姓皇族 東久邇宮稔彦王子孫。                   | 1940年10月25日、叙爵。 |

## 欧洲贵族
欧洲國家貴族爵位中，從最低級貴族爵位以上的第四級一般在中文裏譯作“侯爵”，在公爵之下，在伯爵之上。近代歐洲各國的“侯爵”名稱相對統一，多數與法語的Marquis同源（例如英語Marquis或Marquess、意大利語Marchese等），一部分國家保留了與德語Markgraf同源的名稱（但在德國也通用與第一組同源的Marquis）。
法語Marquis等稱號來自拉丁文marca（邊疆），原意為封于邊疆的諸侯。歐洲中世紀邊疆與内陸的概念區別源自于古羅馬帝國時期對帝國行省管理的劃分，比較穩定的内陸省份歸于元老院管理，而不穩定的邊疆省份歸于皇帝管理。中世紀早期，原本是罗马官员的随从官（Comes）、都督（Dux）以及中世纪形成的边境长官（Marches）原本在一定程度上都是可以撤换的官员，但随着王权的衰退，它们开始世袭并自治，中文中借用自己历史上的术语译作“伯爵”、“公爵”、“侯爵”德語Markgraf等稱號也有相似的來源，其原意為“[管理]邊疆（mark）的官员（graf，相当于Comes）”。同样的頭銜在拜占庭帝國也有使用，不过它们没有演变成世袭贵族，而继续作为官员存在。都督（dux，与公爵同源）用於省督軍，随从官（comes）授予沿邊境的現役軍隊的領袖。

### 英國
在英國（歷史上在愛爾蘭也是）這個等級的貴族頭銜的正確拼寫是 marquess。但在歐洲大陸和加拿大，使用英語書寫時也使用法語拼寫marquis。在蘇格蘭，有時也使用法語拼寫。 英語“marqueess”法語單詞源自marche（“前沿”），本身源自中古拉丁語marca（“前沿”），現代英語單詞march也源自該詞。女侯爵或侯爵夫人稱爲“machioness"。
英國的侯爵位低於公爵，高於伯爵。侯爵、女侯爵享有“The Most Honourable”（“最尊貴的”）前綴。
雖然在中世紀以前的封建制度下，英格蘭的侯爵領有邊疆領地（march），相對伯爵領有的内地郡（county），且侯爵有較大的軍權，用以防禦例如威爾士、蘇格蘭等鄰邦，但在中世紀以後這一區別就基本淡出，除了禮儀上的排名之外侯爵和伯爵的頭銜并不代表其特權有任何區別。在近代，英國較少冊封侯爵。19世紀和20世紀英國國王領有印度皇帝頭銜時期，印度總督卸任後一般獲封侯爵，高於英國本土首相卸任後封伯爵的慣例，以示帝國對印度的重視。此外，佐治五世的一些德國親戚在1917年（由於對德戰爭關係）放棄德國頭銜後也獲封侯爵。英國至今最後冊封的侯爵是1936年冊封的維林頓侯爵（Marquess of Willingdon）。當代英國除了皇室直系之外已不冊封世襲貴族，而皇室新冊封的頭銜主要使用公爵、伯爵和子爵，不使用侯爵頭銜。